# Academia de Letras do Noroeste do Rio Grande do Sul
A Academia de Letras do Noroeste do Rio Grande do Sul (Alenrio) é uma instituição que reúne os expoentes da literatura da região noroeste rio-grandense.

## História
A história da Alenrio inicia-se no dia 9 de junho de 2020, na sede da Biblioteca Pública Municipal Olavo Bilac, em Tucunduva, quando Renato Pereira e Tanize Tomasi, vislumbraram reunir escritores do noroeste do Rio Grande do Sul em uma confraria. A partir deste encontro, foi formado um Grupo de Trabalho que ficou responsável por deliberar e aprovar as características e prerrogativas da entidade.

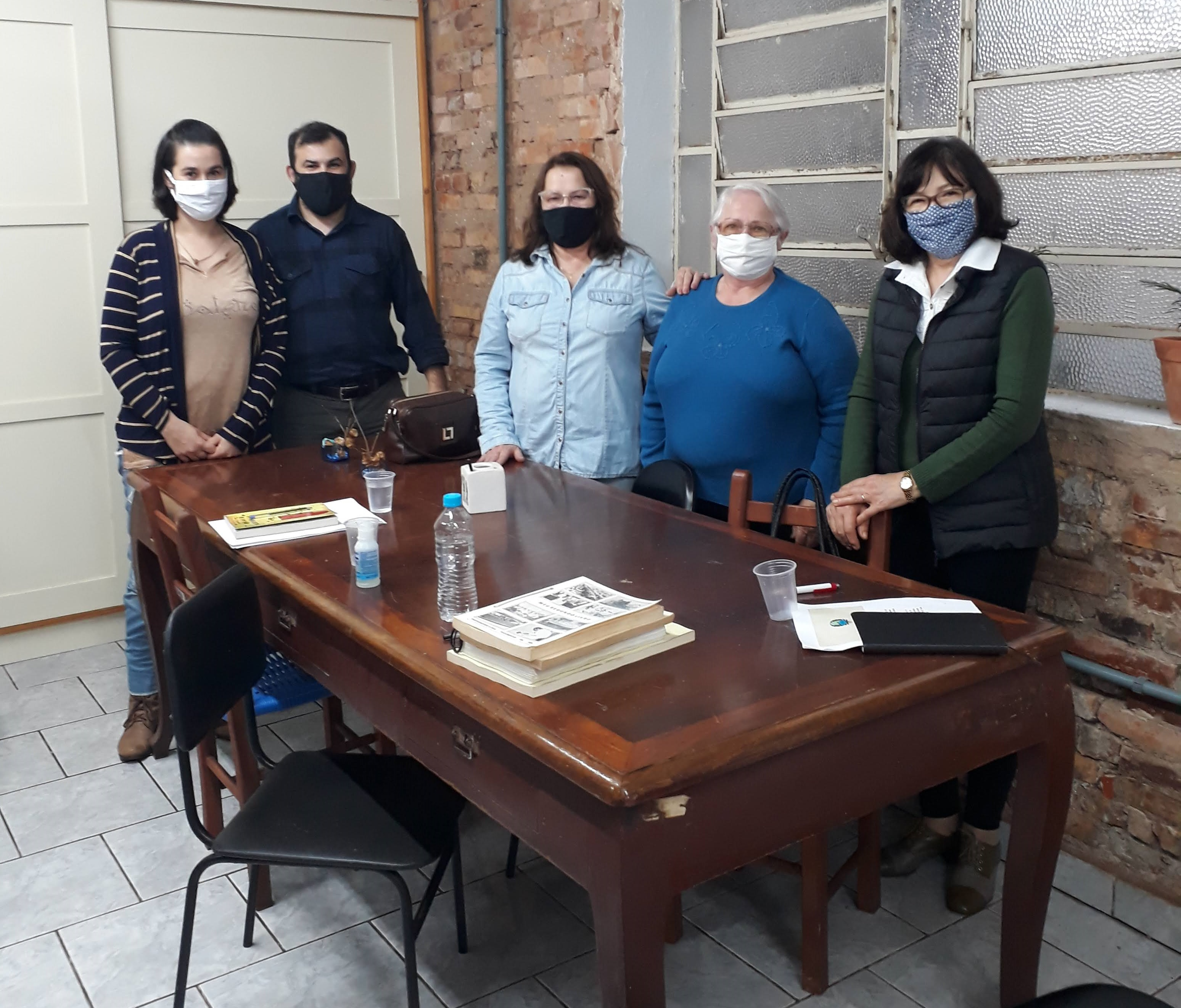
Primeira reunião para apresentação do projeto da Alenrio, em 9 de junho de 2020. Da esquerda para a direita, de máscara: Tanize Tomasi, Renato Pereira, Nair Carpenedo, Gretel Priebe, Cleci Scheid.

Depois de inúmeros encontros por videoconferência on-line, em decorrência da Pandemia de COVID-19, a Alenrio foi fundada em 5 de dezembro de 2020, na sede da Casa do Artesão e do Produtor, de Novo Machado, com a participação de nove fundadores: Renato Pereira, Tanize Tomasi, Cleci Maria Scheid, Gretel Priebe, Nair Carpenedo, Rejane Fiepke Carpenedo, Teresinha Servat Gazola, Sadi Camera e Danilo Fagundes. A solenidade de posse dos membros-fundadores foi transmitida pela Internet, ao vivo, no dia 9 de junho de 2021.
A Academia de Letras do Noroeste do Rio Grande do Sul foi idealizada após diálogo com inúmeros escritores e lideranças políticas, recebendo reconhecimento e apoio dos diversos municípios da região noroeste do Rio Grande do Sul. 
A Alenrio é uma entidade da sociedade civil, sem fins lucrativos, seguindo o modelo da ARL. Tem como missão cultivar, preservar e divulgar o vernáculo e a literatura regional, reunindo escritores dos municípios da região noroeste do Rio Grande do Sul. Passou a ser filiada, a partir do ano de 2022, à Academia Rio-Grandense de Letras.
Em 28 de dezembro de 2021, deu posse a seu primeiro membro honorário Anatólio Gach. 

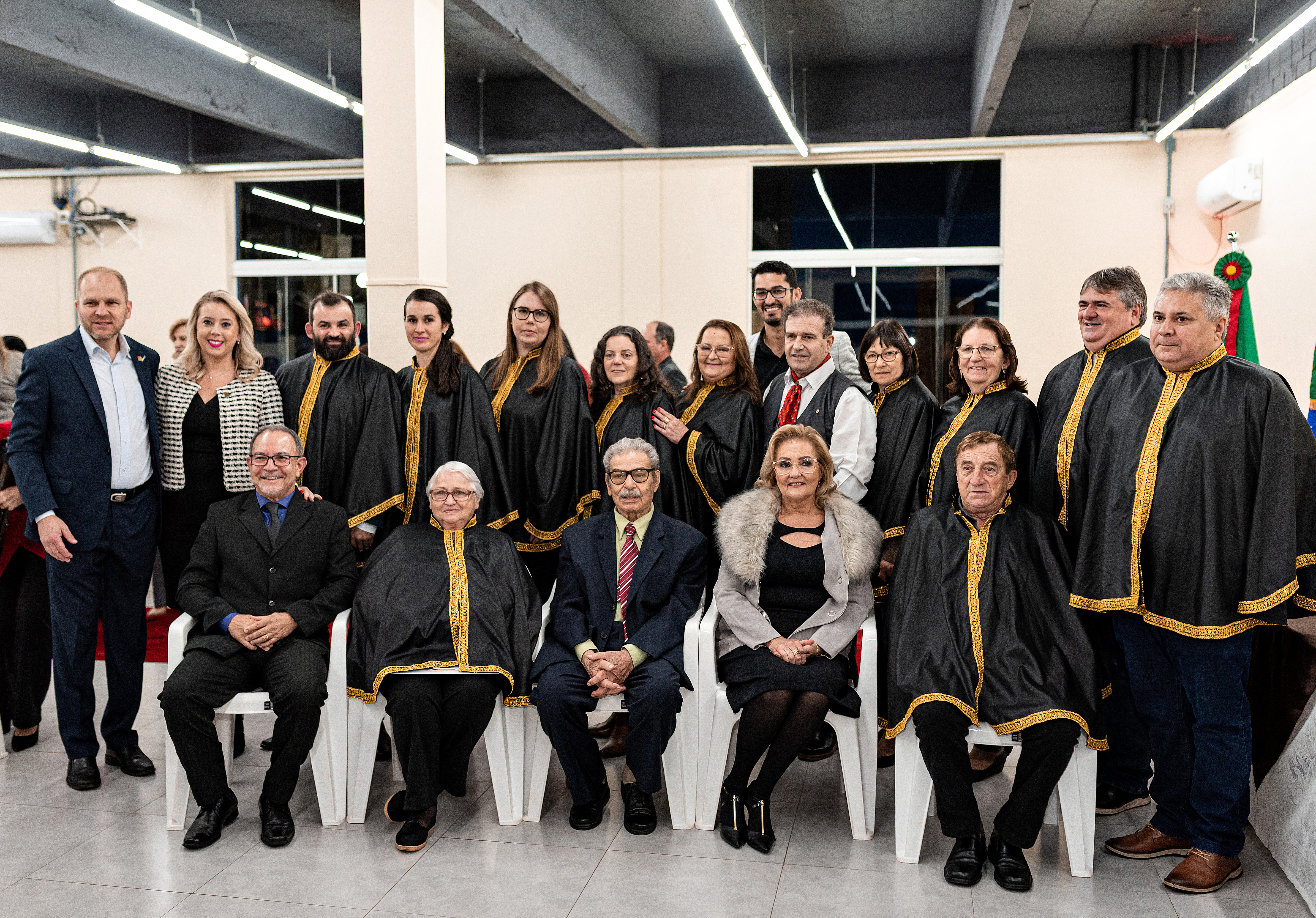
Acadêmicos, homenageados e autoridades políticas em Santo Augusto-RS, 12 de maio de 2023.

Recebeu homenagem da Câmara Municipal de Tucunduva, em 3 de janeiro de 2022.
Em 12 de novembro de 2022, deu posse a dois novos membros, escritores Jorge Alexio da Luz e Anamar Quintana, pseudônimo de Joana Marli Langner.
Para o biênio 2023-2024, Renato Pereira foi eleito presidente da casa, comprometendo-se com o trabalho de consolidação da Academia e o fortalecimento da política cultural no Estado do Rio Grande do Sul. 
Na solenidade de homenagens e honrarias realizada em Santo Augusto, foi publicizada a Carta de Santo Augusto pela Literatura, Livro, Leitura e pela valorização da Cultura, assinada por convidados, autoridades políticas, escritores, artistas e comunidade que prestigiaram o evento e se tornaram cossignatários.  
Recebeu Moção de Aplauso da Câmara Municipal de Vereadores de Santo Augusto, em Sessão Ordinária de 26 de junho de 2023.   
Em janeiro de 2024, a Biblioteca Pública Municipal Olavo Bilac, tornou-se a sede da Alenrio, no município de Tucunduva, e passou a abrigar o Acervo Bibliográfico Daniel Scheid, que reúne obras de autores regionais e locais.   

### Alenrio como um parlamento
Em 24 de agosto de 2024, oito novos membros foram empossados, em uma solenidade no Memorial da Evolução Agrícola (MEA), no município de Horizontina, totalizando 19 de um total de 40 cadeiras disponíveis e, pretendendo, de acordo com o presidente, atuar aos moldes de um parlamento. No mesmo evento foram apresentados os patronos que passarão a nomear as cadeiras dos novos membros da Alenrio.    
No dia 11 de novembro de 2024, os membros titulares se reuniram por videoconferência para a eleição da nova diretoria. Renato Pereira foi reeleito presidente para o biênio 2025-2026, dando sequência a gestão iniciada em 2023, destacando a missão de valorizar a literatura regional e fortalecer a presença da Alenrio, com a meta de ocupar pelo menos dez cadeiras no próximo biênio.        
A Alenrio foi agraciada com uma Moção de Aplauso durante a sessão plenária ordinária do dia 18 de novembro de 2024, pela Câmara de Vereadores de Horizontina. “A Alenrio é voluntária pela causa da literatura, da escrita e pelo fortalecimento das políticas culturais nos municípios de sua abrangência”, afirmou o Presidente Renato Pereira, da tribuna. A homenagem reconheceu a entidade como um importante vetor de fomento à literatura e à cultura na região noroeste do estado.        

## Membros

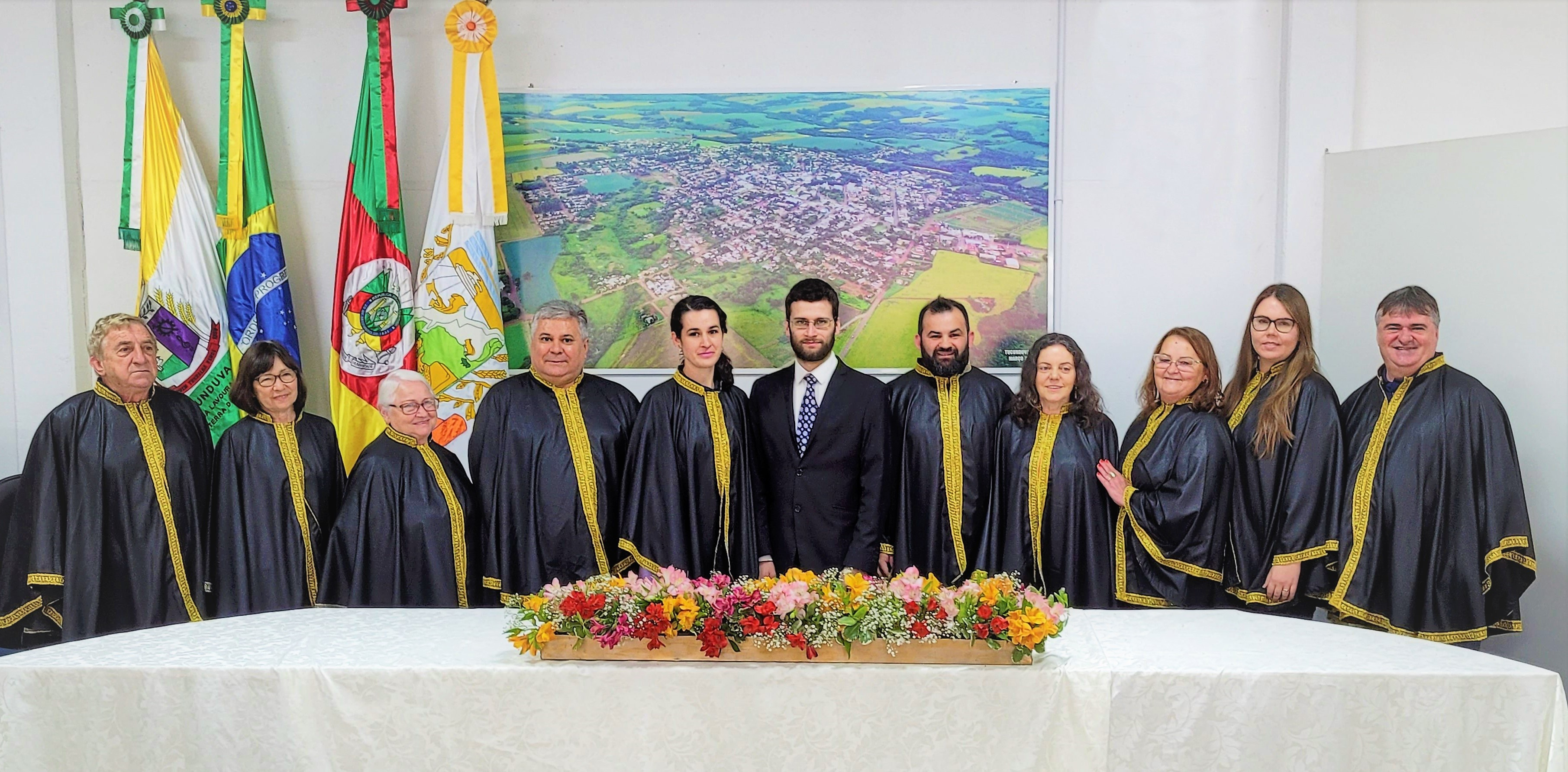
Acadêmicos da Alenrio, acompanhados do Presidente da Academia Rio-grandense de Letras - ARL, em 12 de novembro de 2022

A Alenrio é composta por 40 cadeiras. Cada cadeira possui um patrono e um acadêmico fundador. A cadeira fica vaga após a morte do acadêmico ocupante, quando é eleito seu sucessor.
O conceito da outorga da "imortalidade" adotado pela Academia remete-se a lembrança permanente do acadêmico no conjunto de escritores da região, conforme o histórico de cada cadeira.

## Cadeiras, Patronos e Acadêmicos
Patronos e ocupantes das cadeiras da Alenrio:
| Cadeira | Patrono                           | Fundador                        |
| ------- | --------------------------------- | ------------------------------- |
| 1       | Gustavo Priebe                    | Rejane Beatriz Fiepke Carpenedo |
| 2       | Martin Grajewski                  | Roque Aloisio Weschenfelder     |
| 3       | Luiz Forigo                       | Tanize Tomasi                   |
| 4       | Artur Fronza                      | Teresinha Servat Gazola         |
| 5       | Alberto Lehenbauer                | Gretel Priebe                   |
| 6       | Pedro Concli                      | Sadi Camera                     |
| 7       | Pedro Stoelben                    | Cleci Maria Scheid              |
| 8       | Santino Oliveira Ferreira         | Danilo Fagundes                 |
| 9       | João Puhl                         | Nair Carpenedo                  |
| 10      | Romualdo Justmann Clauss          | Renato Pereira                  |
| 11      | Lorna Santoni Schneider           | Joana Marli Langner             |
| 12      | Armin Decio Nied                  | Jorge Alexio da Luz             |
| 13      | Mário Ferreira de Oliveira        | Carlos Pedroso dos Santos       |
| 14      | Antonio Leutchuk                  | José Orlando Schafer            |
| 15      | Alcides Coutinho Gerardon         | Jacinto Anatólio Zabolotsky     |
| 16      | Sabino Archanjo Machado           | Dalmiro Volnei Silva            |
| 17      | Diva Teixeira Lucas               | Eugênio Frizzo                  |
| 18      | Mário Simon                       | Norberto Weber Werle            |
| 19      | Zaira Elisabeth da Silva Logemann | Cassiano Telles                 |

## Galeria de Presidentes e Vice-Presidentes
Galeria de presidentes e vice-presidentes da Academia de Letras.
| Período   | Presidente     | Vice-Presidente |
| --------- | -------------- | --------------- |
| 2023-     | Renato Pereira | Tanize Tomasi   |
| 2021-2022 | Tanize Tomasi  | Renato Pereira  |

## Membros Honorários
- Anatólio Gach (São Petersburgo)
- Odilon Gomes de Oliveira (Santo Augusto)